# گمینا بواژووا
گمینا بواژووا (به لهستانی:  Gmina Błażowa) یک گمینا در لهستان است که در شهرستان ژشوف واقع شده‌است. گمینا بواژووا ۱۱۲٫۷ کیلومتر مربع مساحت و ۱۰٬۵۹۳ نفر جمعیت دارد.